# Common Crawl
Common Crawl är en ideell organisation som genomsöker webben och fritt tillhandahåller sina arkiv och datamängder till allmänheten.  Common Crawls webbarkiv består av petabyte data som samlats in sedan 2011. Den genomför genomsökningar i allmänhet varje månad.